# 建設広報協議会
一般社団法人建設広報協議会（けんせつこうほうきょうぎかい）は、国土建設事業に関する広報宣伝などの事業を実施する業界団体。元国土交通省所管。

## 概要
- 所在：東京都千代田区麹町5-7
- 設立：1961年8月10日
- 会長：豊藏一